# Vivere (film 2001)
Vivere è un film documentario del 2001 diretto da Franco Bernini.
La pellicola è incentrata su Vittorio De Sica con la voce narrante di Marco Paolini.